# Justo Millán Espinosa

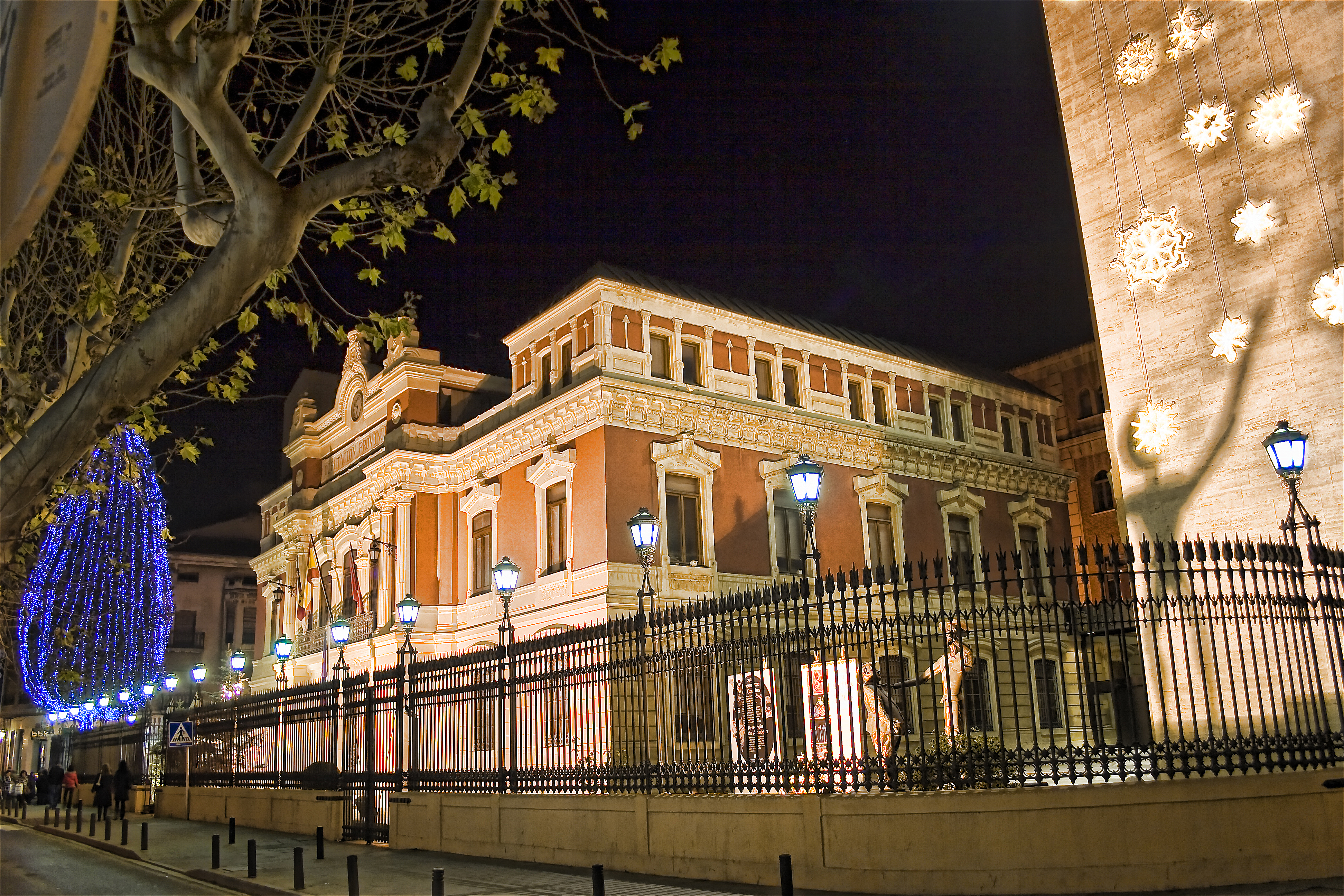
Palacio Provincial de Albacete (1880)

Justo Millán Espinosa (Hellín, 29 de mayo de 1843-ibídem, 4 de junio de 1928) fue un arquitecto español.

## Biografía
Nació a las 9:45 de la mañana en Hellín, el día 29 de mayo de 1843, y fue bautizado el día siguiente con el nombre Justo José Maximino, siendo hijo de Justo Millán Fuero y de María de la Encarnación Espinosa Rubio, la cual falleció teniendo Justo dos semanas, el día 13 de junio, a consecuencia de pleunomisis.
Estudió en la Escuela de Arquitectura de Madrid, recibiendo el título en 1871, volviendo a Hellín, dónde contrajo matrimonio con María de los Dolores Villote Toboso, con la que tubo 8 hijos, bautizados en La Asunción de Nuestra Señora de Hellín, de los cuáles sólo cuatro llegarían a la adultez; Justo, Dolores, Encarnación y Aurora.
Fue nombrado en 1884 arquitecto municipal por el Ayuntamiento de Hellín y en 1875 se convirtió en arquitecto provincial de Albacete. En 1877 la Real Academia de Nobles Artes de San Fernando lo nombró académico de mérito. En 1877 fue nombrado por el rey Alfonso XII arquitecto de la Diócesis de Cartagena. En 1884 pasó a ser arquitecto provincial de Murcia.

## Obras
Plaza de toros de Cieza 1912.

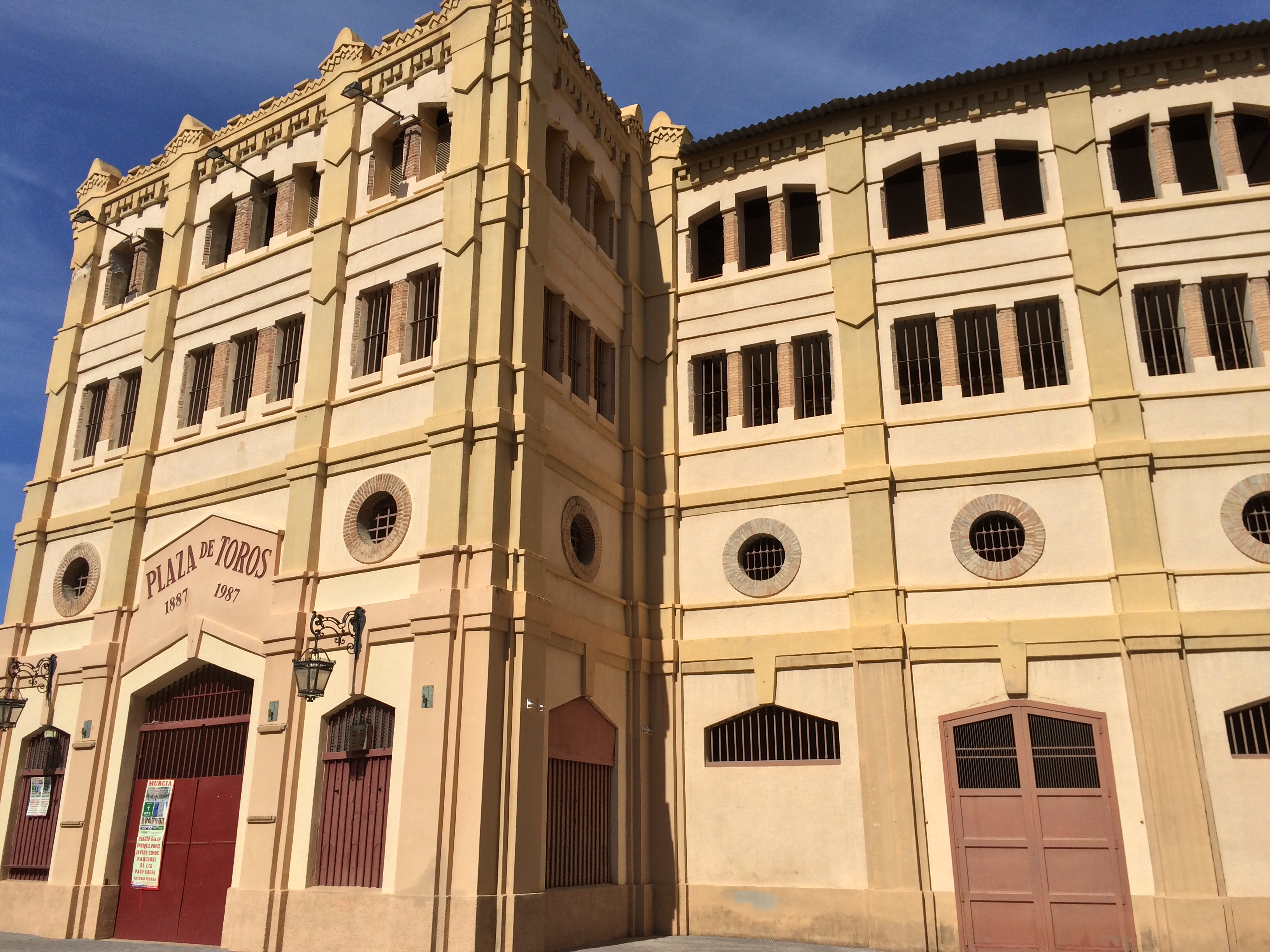
Plaza de toros de Murcia (1887)

En Albacete es autor de varios edificios entre los que destaca el Palacio Provincial, sede de la Diputación de Albacete. En Murcia realizó el Teatro-Circo Villar o la reconstrucción del Teatro Romea.
Diseñó la plaza de toros de Murcia, además de las de Lorca, Cieza o Abarán. Recibió también el encargo de proyectar una plaza de toros en Argel, la capital de Argelia.